# Terremoto di Ferrara del 1570

Il terremoto di Ferrara del 1570 è stato un evento sismico localizzato nel ducato di Ferrara sviluppatosi tra il 16 e il 17 novembre 1570.
Lo sciame sismico si protrasse sino al 1574 ed è stato ipotizzato che si siano verificate circa duemila scosse, concentrate per la maggior parte nei primi tre mesi dal sisma.
Il disastro distrusse metà della città di Ferrara e segnò in modo permanente molti degli edifici rimasti in piedi. Pur non essendone l'unica causa, il sisma contribuì direttamente ad un lungo declino di Ferrara, che durò fino al XIX secolo.
Il terremoto ha causato il primo episodio documentato di liquefazione del suolo nella Pianura padana, e una delle più antiche occorrenze dell'evento conosciute al di fuori della paleosismologia. Ha portato alla costituzione di un osservatorio dei terremoti, e alla stesura di alcune delle prime note di progetti di costruzione di strutture antisismiche su basi scientifiche.
La stessa area è stata colpita, secoli dopo, da un altro grave terremoto di analoga intensità.

## Geologia
La Pianura Padana è una pianura alluvionale e rappresenta la parte frontale di due catene di opposta convergenza: l'Appennino settentrionale e le Alpi meridionali.
Il bacino della Pianura padana formatosi dalla flessione verso il basso della crosta terrestre in seguito alla spinta appenninica, sovrasta e nasconde soprattutto la parte anteriore attiva dell'Appennino Settentrionale. Le prospezioni geofisiche effettuate mediante prospezioni sismiche a riflessione e le esplorazioni tramite pozzi profondi, volte alla ricerca di idrocarburi, hanno evidenziato la presenza di un sistema di pieghe e accavallamenti. Il terremoto del 1570 è stato collegato al movimento del più esterno e più settentrionale di questi sovrascorrimenti.
Ferrara si trova sul versante emiliano della Pianura Padana, una pianura alluvionale geologicamente abbastanza stabile fin dall'era Messiniana (7-5 milioni di anni fa). Piccoli terremoti sono comuni, anche se non frequenti, ma raramente hanno causato danni considerevoli al paesaggio urbano. Ferrara fu teatro di terremoti di minore entità nei quattro secoli precedenti il 1570, come risulta descritto in documenti contenuti nell'archivio storico comunale, con descrizioni dettagliate dei danni subiti da edifici e dichiarazione di testimoni dell'epoca.

## Area del sisma

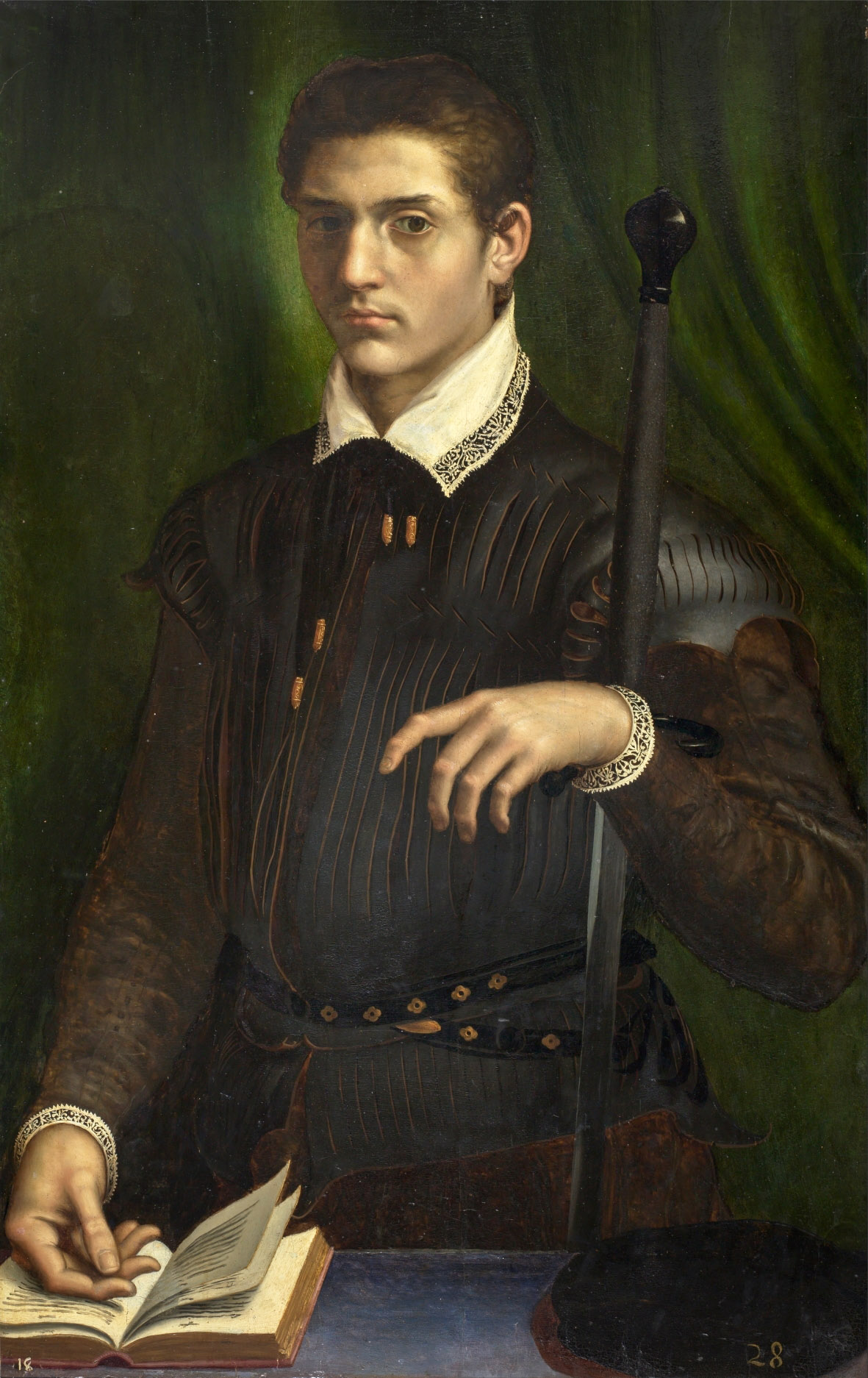
Alfonso II d'Este, ritratto da Girolamo da Carpi (Museo del Prado, Madrid)

### La città di Ferrara
Al tempo dell'evento del 1570, Ferrara era una città di medie dimensioni con circa 32.000 abitanti.
Nonostante le continue - e spesso vittoriose - guerre contro le superpotenze dell'epoca, quali la vicina Venezia e lo Stato Pontificio, nel XVI secolo Ferrara fu una città fiorente, un importante centro per il commercio, gli affari e le arti liberali: scuole di musica e pittura di livello mondiale, legate alle comunità artistiche fiamminghe, nacquero in questa città alla fine del XV e all'inizio del XVI secolo, grazie al mecenatismo della famiglia d'Este. Le botteghe di strumenti musicali, e in particolare la fabbricazione dei liuti, erano un vanto della città ed erano considerate preminenti.
Una nuova parte della città, denominata Addizione Erculea, era stata costruita nel secolo precedente: tale quartiere è comunemente considerato uno dei maggiori esempi di urbanistica del Rinascimento e il più grande e architettonicamente avanzato progetto di espansione urbana in Europa dell'epoca.

### Situazione politica, economica e religiosa
Nel 1570 la città era governata da Alfonso II d'Este, duca di Ferrara e vassallo di Papa Pio V. Con lui la corte di Ferrara raggiunse enorme sfarzo e magnificenza, fu un grande mecenate per molti artisti, tra i quali Torquato Tasso, Battista Guarini, Luzzasco Luzzaschi e Cesare Cremonini. Con lui Ferrara divenne meta per artisti e pensatori ma le grandi spese sostenute per tale politica produssero molti problemi alle casse pubbliche, che spesso si trovarono in difficoltà e costrinsero ad aumentare le tasse.
Le dimore degli estensi raggiunsero con lui il massimo splendore. La città rimase un rifugio sicuro per tutti gli ebrei, ed anche per i convertiti dalle azioni giudiziarie promosse dalla Chiesa cattolica. Nonostante lo status formale di Alfonso II come vassallo della Santa Sede, egli, come i suoi predecessori, non agì mai contro i duemila ebrei che vivevano entro le mura della sua città, mantenendo un rapporto di reciproco interesse con la comunità ebraica (che contribuiva al benessere economico e culturale della città), e tale atteggiamento lo mise in pessima luce col papato.
Alfonso II riuscì sino alla fine ad evitare le numerose sfide diplomatiche e legali mosse dal Papato contro l'indipendenza della città, grazie ad una politica astuta e ad una forte amicizia con Carlo IX di Francia. Alfonso II del resto era figlio di Renata di Francia, membro della Casa di Valois, dichiarata eretica e colpevole di aver ospitato lo stesso Giovanni Calvino in terra cattolica. Per mantenere formalmente buoni rapporti con il Papa frequentava abitualmente le messe e si professava pubblicamente cattolico, ricevendo la comunione, dando consistenti elemosine, organizzando processioni religiose per i santi e costruendo conventi.
Con la morte di Alfonso II si ebbe la devoluzione di Ferrara allo Stato Pontificio già anticipata nella bolla pontificia del 1567 di papa Pio V, la Prohibitio alienandi et infeudandi civitates et loca Sanctae Romanae Ecclesiae nella quale era ricordata la necessità di una discendenza legittima perché la casata potesse rimanere al potere.

## Il terremoto

### Eventi precursori e scossa principale

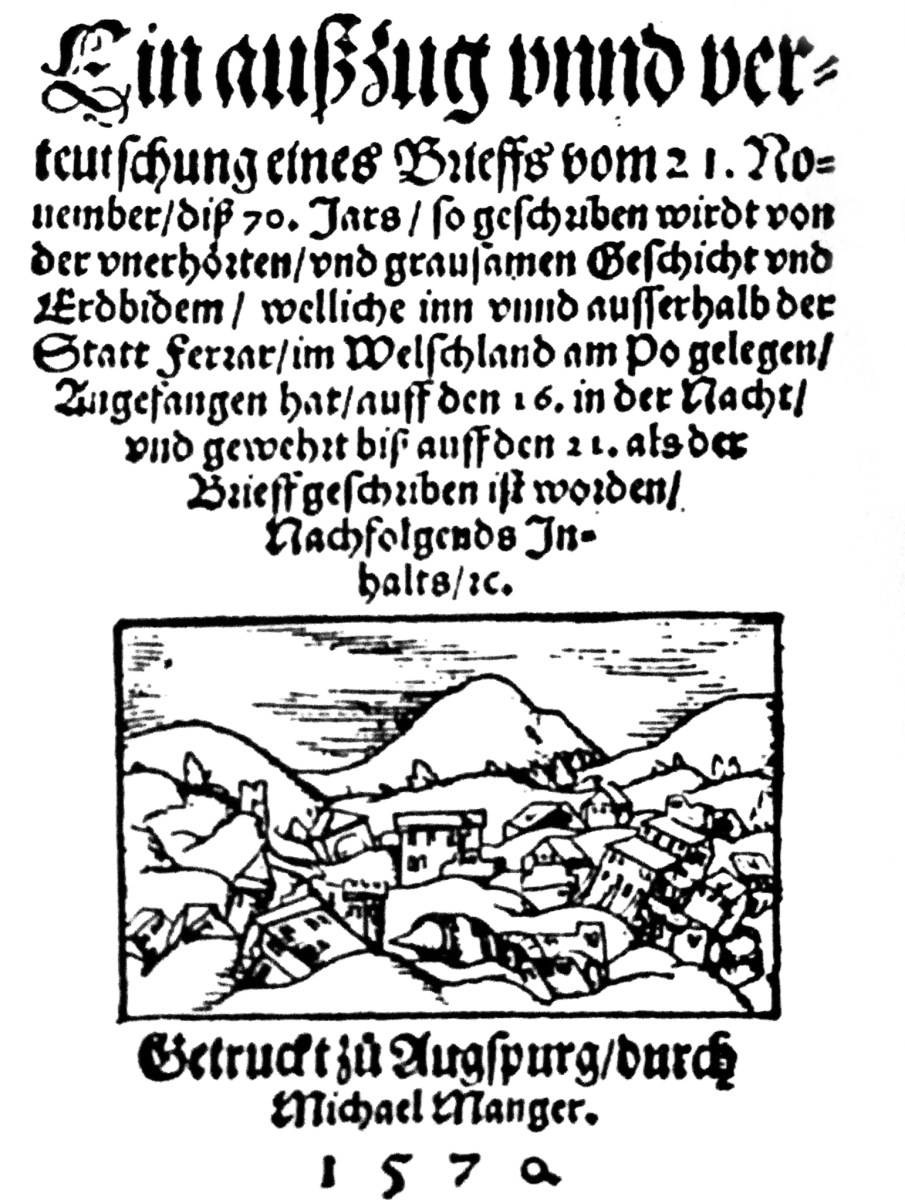
Pubblicazione di Michael Manger del 1570

Il 15 novembre 1570, la notte prima del primo terremoto, si videro sopra la città diversi fenomeni di luci telluriche. Testimonianze dell'epoca riferiscono l'uscita dal suolo di fiamme che si sollevarono nell'aria, probabilmente causate da piccole sacche di gas naturale liberate dalle crepe nella crosta terrestre.
Il terremoto avvenne di mattina: tre forti scosse colpirono la città nel primo giorno, più un'altra (la più forte) il giorno dopo. Il primo forte sisma avvenne alle ore 9.30 del 16 novembre 1570 e il suo epicentro fu a pochi chilometri dal centro città. Seicento pezzi di muratura in pietra (soprattutto merlature, balconi e camini) caddero, danneggiando ulteriormente i fragili tetti in pietra e paglia.
Il giorno seguente il terreno tremò di nuovo molte volte. Alle ore 20.00 si verificò un nuovo e potente sisma che causò gravi danni alle pareti e danni strutturali ad alcuni edifici. Solo quattro ore più tardi, un nuovo tremore provocò nuove crepe e qualche collasso. Alle 3 del mattino del 17 novembre il terreno venne scosso più duramente ancora: molti edifici, già danneggiati dalle scosse precedenti, collassarono e caddero in cumuli di rovine. Molte facciate di chiese, spesso costruite come mura autoportanti che sormontavano ben oltre l'architettura efficace, crollarono, anche nel Duomo.
Un mese dopo il terremoto, il 15 dicembre 1570, una nuova potente scossa colpì la città: questa volta il malconcio Palazzo Tassoni e le chiese di Sant'Andrea e Sant'Agostino non furono risparmiati.
Il successivo 12 gennaio 1571 un nuovo shock danneggiò Palazzo Montecuccoli.
L'ondata sismica durò complessivamente quattro anni, anche se lo sciame più dannoso si esaurì dopo circa sei mesi.

## Effetti
Il sisma provocò ingenti danni alla già precaria situazione economica del ducato, aumentando il numero di persone indigenti.
Il quaranta per cento degli edifici della città venne danneggiato, compresi quasi tutti gli edifici pubblici. Alcune di essi crollarono e molte chiese subirono danni critici ai pilastri e ai muri principali.
Gli osservatori dell'epoca riferirono che la bassa conca a forma di ciotola in cui si trova Ferrara sembrò innalzarsi in una sorta di gobba, prima di tornare al suo profilo originario. Il sollevamento di 10-15 cm comportò la deviazione del corso del fiume Po che, abbandonando le Valli di Comacchio, portò tutte le sue acque nell'odierno delta: tale evento epocale venne fatto immortalare nel 1579 da papa Gregorio XIII in un affresco di Ignazio Danti presso la Galleria delle carte geografiche dei Musei vaticani.

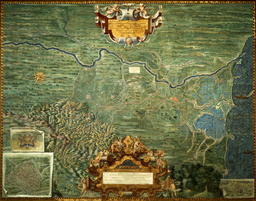
Ignazio Danti, Ferrariae Ducatus (Galleria delle carte geografiche ai Musei Vaticani, 1579)

L'evento fu una sorpresa per molti studiosi, poiché secondo l'allora teoria tradizionale della filosofia naturale, i terremoti non erano destinati a colpire in inverno o in pianura. Peraltro, terremoti di minore entità hanno in effetti già colpito Ferrara in passato: eventi sono registrati nel 1222, 1504, 1511 e 1561 (alcuni dei quali hanno causato danni modesti), mentre un evento più forte si verificò nel 1346. L'intensità del terremoto è stata valutata come VIII sulla scala di intensità Mercalli: solo l'evento del 1346 fu simile per intensità, anche se l'urbanizzazione minore comportò danni molto meno evidenti (ma più vittime); gli altri sono stati tutti contrassegnati come classe VII o VI. Altri eventi sismici colpirono la città nel 1695, 1787 (tre shock in dieci giorni) e 1796.
L'eccezionale lunghezza dello sciame sismico del 1570, all'epoca senza precedenti a Ferrara, portò alcuni a ritenere che si trattasse di un fenomeno soprannaturale. e fu interpretato dalla popolazione come una punizione divina su Ferrara e sui suoi governanti, gli Estensi.

## Vittime
Nonostante i danni diffusi, i decessi furono piuttosto limitati: le scosse iniziali avevano infatti preallarmato la popolazione, dando loro il tempo di evacuare gli edifici danneggiati. La maggior parte delle case erano di uno o due piani di altezza, e ha ricevuto danni meno gravi rispetto ai palazzi più grandi e chiese.
Fonti attendibili, come ad esempio lo storico Cesare Nubilonio, stimarono il verificarsi di 40 vittime, mentre Azariah dei Rossi e Giovanni Battista Guarini riportarono entrambi 70 morti. Altre fonti variano da 9 morti a oltre 100, con altri casi di stima dell'ordine di 200 oppure 500 vittime, ma sono considerate inaffidabili dalla maggior parte degli storici. L'ambasciatore di Firenze Canigiani scrisse di circa 130-150 vittime.

## Valutazione iniziale del danno

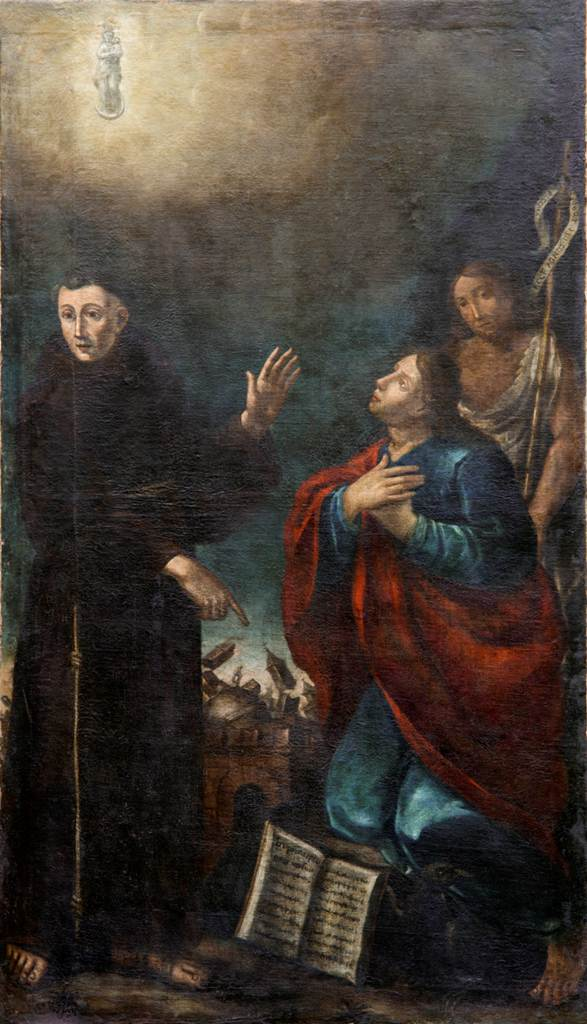
Giovanni Battista Tinti, San Francesco Solano indica un terremoto accanto ai santi Giovanni Evangelista e Giovanni Battista

L'ammontare dei danni alla città venne stimato in oltre 300.000 scudi, una somma enorme al quel tempo.

### Palazzi ed edifici pubblici
Il Castello Estense, sede del ducato, subì gravi danni e divenne inagibile. Il palazzo della Ragione crollò parzialmente, così come le mura di cinta della loggia dei Banchieri e della loggia dei Callegari, di fronte al duomo. Il palazzo vescovile fu distrutto e dovette essere ricostruito. Minori danni vennero inflitti a palazzo Cardinale, palazzo Paradiso, palazzo Tassoni Estense e al palazzo personale del duca Alfonso.

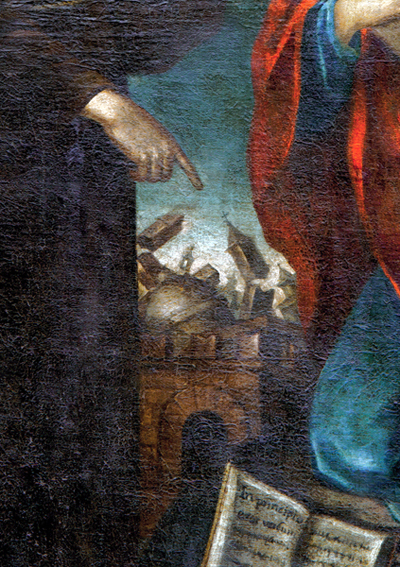
Particolare del dipinto di Giovanni Battista Tinti

### Chiese
Vi furono danni diffusi agli edifici di culto: le chiese di San Paolo e San Giovanni Battista crollarono, con molte opere pittoriche andate distrutte. Le facciate delle chiese di San Francesco, Sant'Andrea, Santa Maria in Vado, San Domenico e Santa Maria della Consolazione risultarono gravemente danneggiate o distrutte, così come la Certosa. La chiesa di Santa Maria degli Angeli, ancora in costruzione, venne così gravemente danneggiata che i lavori vennero abbandonati. Oltre alla facciata, il Duomo perse la cappella del Corpus Domini e parte di un'ala laterale: la pesante catena di ferro sopra l'altare maggiore cadde a terra, insieme ai pregevoli capitelli marmorei delle colonne. La chiesa di San Paolo dovette essere ricostruita da zero.

### Torri
Molte torri, un tipo di architettura comune nello scenario delle città italiane nel Rinascimento, vennero danneggiate. Il campanile del Castello crollò a terra, così come la parte alta delle altre tre torri maggiori del paese: Palazzo della Ragione, Porta S. Pietro donjon e Castel Tealdo. Le guglie del Duomo, delle chiese di S. Silvestro, S. Agostino, S. Giorgio e S. Bartolo vennero gravemente danneggiate.

## Evacuazione della città

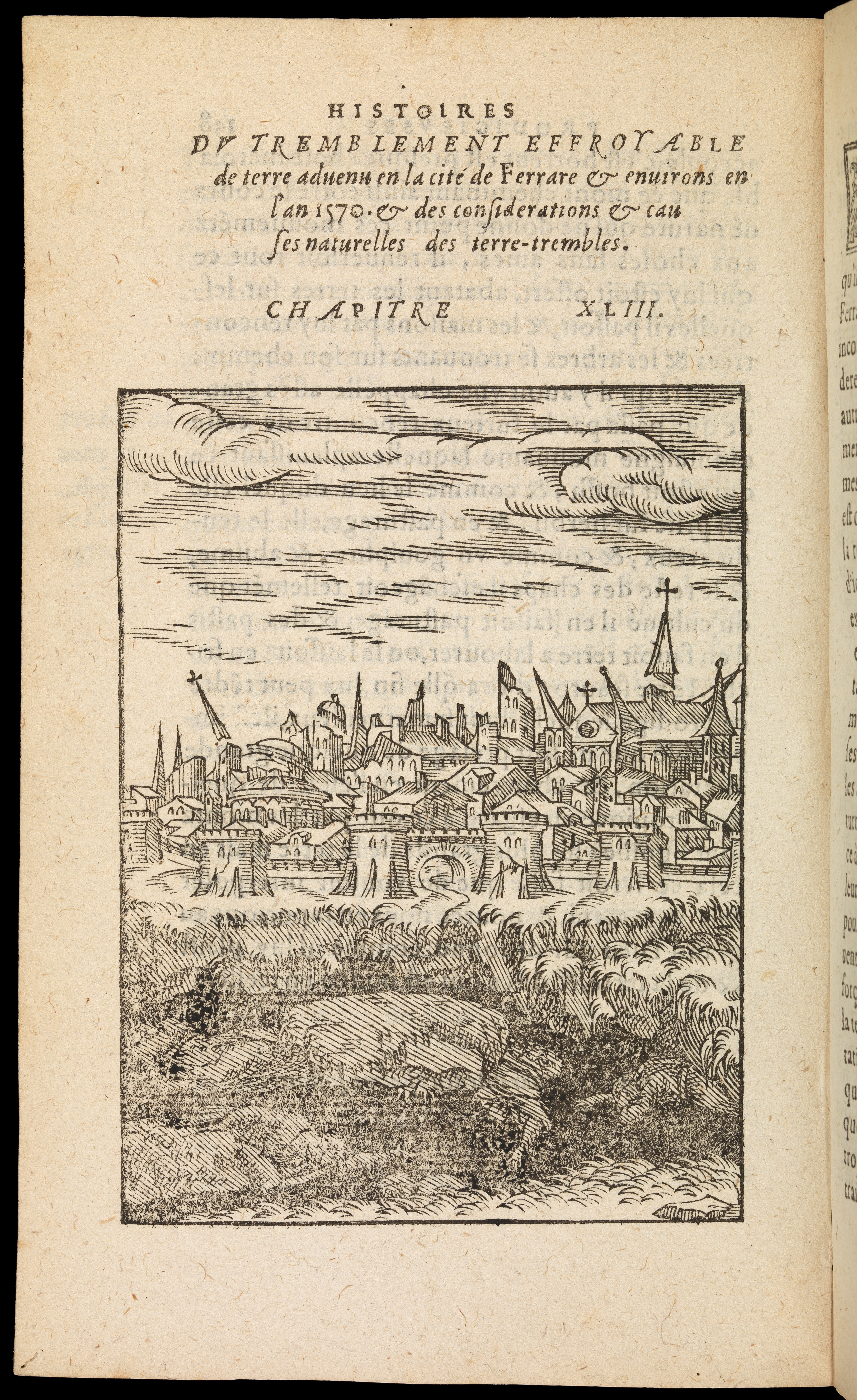
Il terremoto di Ferrara (Histoires prodigieuses; extraictes de plusieurs fameux)

### I poveri e i ricchi
La gente fu molto spaventata dal disastro e circa un terzo della popolazione (11.000 persone) lasciò definitivamente la città. Le carceri cittadine crollarono e i prigionieri fuggirono dalle macerie, il che comportò ad un'ondata di criminalità diffusa in città e in campagna.
I palazzi dei notabili e dei cortigiani furono danneggiati così come i palazzi più poveri, e tutta la popolazione della città dovette cercarsi un riparo comune in tende e rifugi, qualunque fosse il loro rango o ricchezza.
I cittadini rimasero sfollati per i due anni successivi, a causa delle scosse di assestamento. La situazione derivante dal disastro, che sconvolse le regole sociali o le mise in disuso, fu percepita come scomoda e innaturale sia dai contadini che dai benestanti, portando a problemi psicologici comuni tra la popolazione. Accanto alla paura delle scosse di assestamento, la gente sviluppò un senso di sventura imminente, di precarietà e di sfiducia generale nell'umanità.

### La corte ducale
Il duca Alfonso II d' Este e la sua famiglia sfuggirono a malapena al crollo di una torre del Castello Estense. Il duca fuggì dalla città in carrozza e istituì una corte temporanea nei campi del giardino di San Benedetto vicino alla città insieme al suo più vicino consigliere. Questa insolita improvvisazione non fu ben considerata dal Papa e venne vista come umiliante da altri governanti, ma alla fine si rivelò una scelta saggia e necessaria, data la durata delle scosse di assestamento.
La sorte di Ferrara apparve segnata agli occhi degli ambasciatori in visita al Duca sfllato: nella corrispondenza tra le ambasciate e i nobili, la regione veniva chiamava talvolta "Val di Po, dov'era Ferrara". Gli ambasciatori di Firenze erano particolarmente scettici sulle possibilità di recupero della città.

## Lotta politica per la ricostruzione

### Posizione del Papa
Il duca Alfonso II d'Este chiese aiuto a papa Pio V, o almeno una benedizione pubblica della città, ma non ricevette altro che un fermo rimprovero per non aver perseguitato abbastanza gli ebrei della città, essendo dunque ben meritevole dell'ira di Dio verso la città. La risposta di Alfonso II fu tempestiva, evidenziando l'evidente causa naturale del disastro e scaricando ogni accusa di biasimo agli ebrei.
La confutazione del Papa fu una manovra politica schietta e tesa a minare l'autorità di Alfonso II, sfruttando le minoranze insoddisfatte: si affermava che, poiché l'amministrazione comunale aveva tollerato la presenza degli ebrei, considerati come assassini di Gesù Cristo, allora Dio era legittimamente arrabbiato nei confronti di tutta la città, pur precisando che la colpa era addossata al duca Alfonso, e non agli ebrei, per non averli espulsi dalle mura della città.
Lo studioso ebraico ferrarese e rabbino Azaria Mim Haadumim (italianizzato in Buonaiuto dei Rossi) scrisse un breve saggio sul terremoto nei giorni successivi, intitolato Qol Elohim (La voce di Dio): anch'egli accreditò il terremoto - avvenuto nelle prime ore dello shabat - ad una volontà di Dio, suggerendo che si trattasse effettivamente di un evento soprannaturale, anche se non riconducibile ad alcuna punizione nei confronti della città o dei cittadini ebrei.

### Emissari papali terrorizzano la popolazione
Insieme alla lettera di accusa del Papa, vennero inviati a Ferrara alcuni emissari dei frati Cappuccini di Bologna, al fine di terrorizzare la popolazione e farla sollevare contro il proprio duca Alfonso. I frati bolognesi presero ad esempio dalle macerie alcuni cadaveri in decomposizione e li portarono in processione sostenendo che Dio avrebbe sprofondato la città all'inferno se il popolo si fosse rifiutato di allontanare Alfonso.
Il macabro spettacolo contribuì ulteriormente ad aumentare il diffuso senso di sventura e sfiducia: le persone, che vivevano in una delle città più libere e culturalmente vivaci d'Italia dell'epoca, vennero improvvisamente gettate in un'atmosfera cupa di superstizione e oscurantismo religioso.

### Reazione del duca
Preoccupato dallo spettacolo dei Cappuccini, infastidito dalle manovre politiche del Papa e preoccupato per la perdita della speranza dei cittadini, il duca Alfonso II decise di dar prova della sua forza facendo espellere dalla città i frati e abbandonando ogni speranza di aiuto papale.
Il duca prese allora in mano il controllo della ricostruzione della città: camminò in processione attraverso i detriti, seguito dai suoi uomini più fidati, per mostrare al popolo il suo controllo sulla città, sulle sue leggi e sulla sua gente. Il duca fece ogni sforzo per far riparare a tempo di record il Castello Estense, per sminuire le sue durezze con gli altri sovrani italiani e cominciare a ripristinare un senso di normalità negli sfollati. Le relazioni con il Papato rimasero invece tese, ma Alfonso riuscì comunque a tenere sempre a bada le richieste e gli attacchi del Papa.

### Ritorno in città e sforzi per la ricostruzione
Dopo che Castello Estense fu nuovamente reso sicuro, grazie a molte barre di ferro e ancore, nel marzo del 1571 il Duca tornò a trasferirsi trionfalmente in città e il ritorno alla normalità cominciò allora a sembrare possibile. Scosse minori continuavano a verificarsi, ma la città era pronta per iniziare la ricostruzione.
Immediatamente il duca Alfonso ordinò un censimento della popolazione superstite e il 14 agosto 1571 emanò un decreto che ordinava ai cittadini ferraresi di ritornare in città. Il rimpatrio fu reso obbligatorio per le persone che avevano vissuto in città da almeno 15 anni (cioè le persone con pieni diritti di cittadinanza), pena la confisca dei loro beni. Nonostante l'ordine, solo due terzi della popolazione tornò in città, mentre molti dei più ricchi e una buona parte dei nobili di corte se ne andarono via, riducendo ulteriormente il prestigio di Alfonso II.
Inizialmente vennero iniziati i lavori di ricostruzione del Duomo di Ferrara e delle chiese di San Michele, San Romano e Santa Maria in Vado, presiedute dal cardinale Maremonti. Secondo la cronaca di Battista Guarini, iniziarono poco dopo i lavori di restauro delle chiese di San Rocco, San Silvestro, Santo Stefano, San Cristoforo alla Certosa, San Francesco e la ricostruzione di quella di San Paolo, ultimata nel 1575.
La cronaca del tempo racconta che i danni agli edifici erano stati così diffusi, che tutti gli edifici pubblici e la maggior parte delle case avevano bisogno di lavori di ripristino, tanto che la grande forgiatura delle barre di ferro necessarie causò una carenza di metallo in tutta la provincia, depauperando le scorte e richiedendo massicce importazioni dalle città vicine.

## L'osservatorio del terremoto

### Istituzione dell'osservatorio

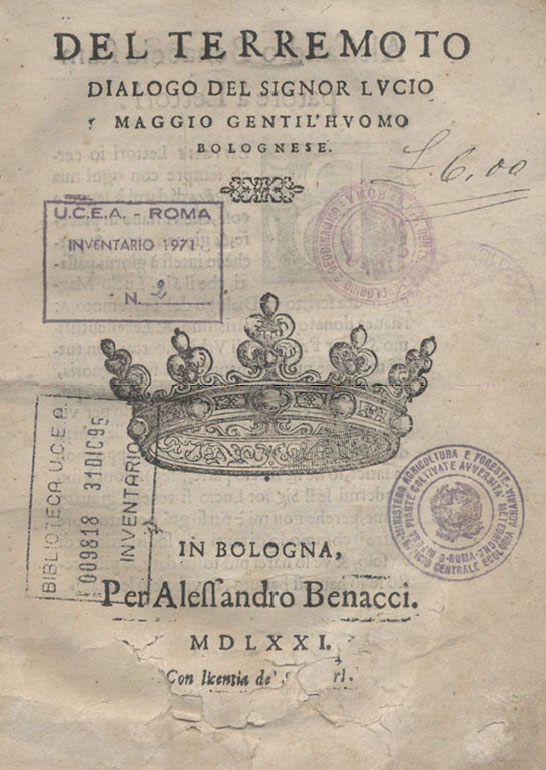
Del terremoto, dialogo del signor Lucio Maggio gentil'huomo bolognese (1571)

Alfonso II invitò a Ferrara numerosi studiosi di fisica, filosofi e molti "esperti in vari incidenti" a indagare sulle cause del disastro, nominando come direttore il noto architetto napoletano Pirro Ligorio (un successore di Michelangelo a capo del cantiere di San Pietro in Vaticano): venne così fondato di fatto il primo osservatorio sismologico e think tank sui terremoti nel mondo.
L'anno successivo il gruppo di studio scrisse sei trattati: quattro di essi furono pubblicati e rapidamente considerati come capolavori di quella parte della filosofia naturale dedicata allo studio dei terremoti, e la loro reputazione durò per due secoli. I saggi furono essenziali per smentire le teorie emergenti che attribuivano le cause del terremoto al drenaggio delle numerose paludi del Ducato che avevano portato alla loro bonifica come fertili terre agricole. Infatti, una delle teorie principali di allora era che i terremoti erano causati da venti sotterranei, eccitati dal cambiamento di temperatura; conseguentemente i venti avrebbero dovuto fuoriuscire dal sottosuolo attraverso le paludi, ma il drenaggio aveva compromesso il processo in modo che i venti erano cresciuti in pressione causando lo shock.

### Lavori di Ligorio sulla sicurezza degli edifici
Pirro Ligorio era uno scienziato e devoto cattolico: doveva soppesare attentamente le sue parole per evitare uno scontro con la Curia e allo stesso tempo dimostrare che le pretese del Papa erano infondate. Egli raccolse un lungo elenco di terremoti del passato, compilando una tabella cronologica, dimostrando che i terremoti fossero un evento comune e naturale in molte parti del mondo conosciuto. Ligorio tenne anche un diario delle scosse di assestamento del 1570, scrivendo in abbondanza i dettagli sulla loro intensità e sui danni che continuavano a arrecare alla città, migliorando drasticamente la conoscenza delle dinamiche degli shock e delle conseguenze di un terremoto.
In ultima analisi e in maniera moderna, Ligorio diede colpa dell'ampio danno alle tecniche inadeguate e ai materiali inadeguati utilizzati nella costruzione degli edifici della città: la mescolanza casuale di pietre, mattoni e sabbia nelle pareti principali venne fortemente criticata, così come i tetti costruiti in maniera errata (spingevano orizzontalmente sulle pareti laterali, invece di fornire un carico verticale); inoltre, l'avvicinamento nel livellamento di pareti e soffitti aveva portato a uno scarico irregolare delle forze. Nell'ultima parte del suo trattato, intitolato Rimedi contra terremoti per la sicurezza degli edifici, Ligorio elaborò un progetto di un edificio antisismico, che costituisce il primo progetto edile noto con un approccio scientifico antisismico. È stato verificato che molti dei riscontri empirici di Ligorio sono coerenti con le pratiche antisismiche contemporanee, tra cui il corretto dimensionamento delle pareti portanti, l'uso di mattoni migliori e più resistenti, giunti strutturali elastici e barre di ferro.

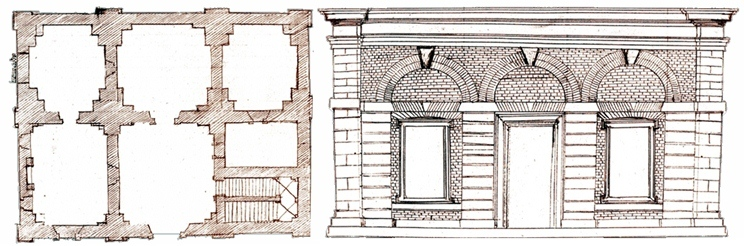
Casa antisismica progettata da Pirro Ligorio

Il 7 novembre 1577 Pirro Ligorio ebbe modo di osservare a Ferrara un altro fenomeno naturale straordinario: descrisse infatti, primo in Europa, la Grande Cometa del 1577, la quale «pareva che sfavillasse da uno acceso fuoco dentro dell'abbagliata nuvola».

## Anni successivi

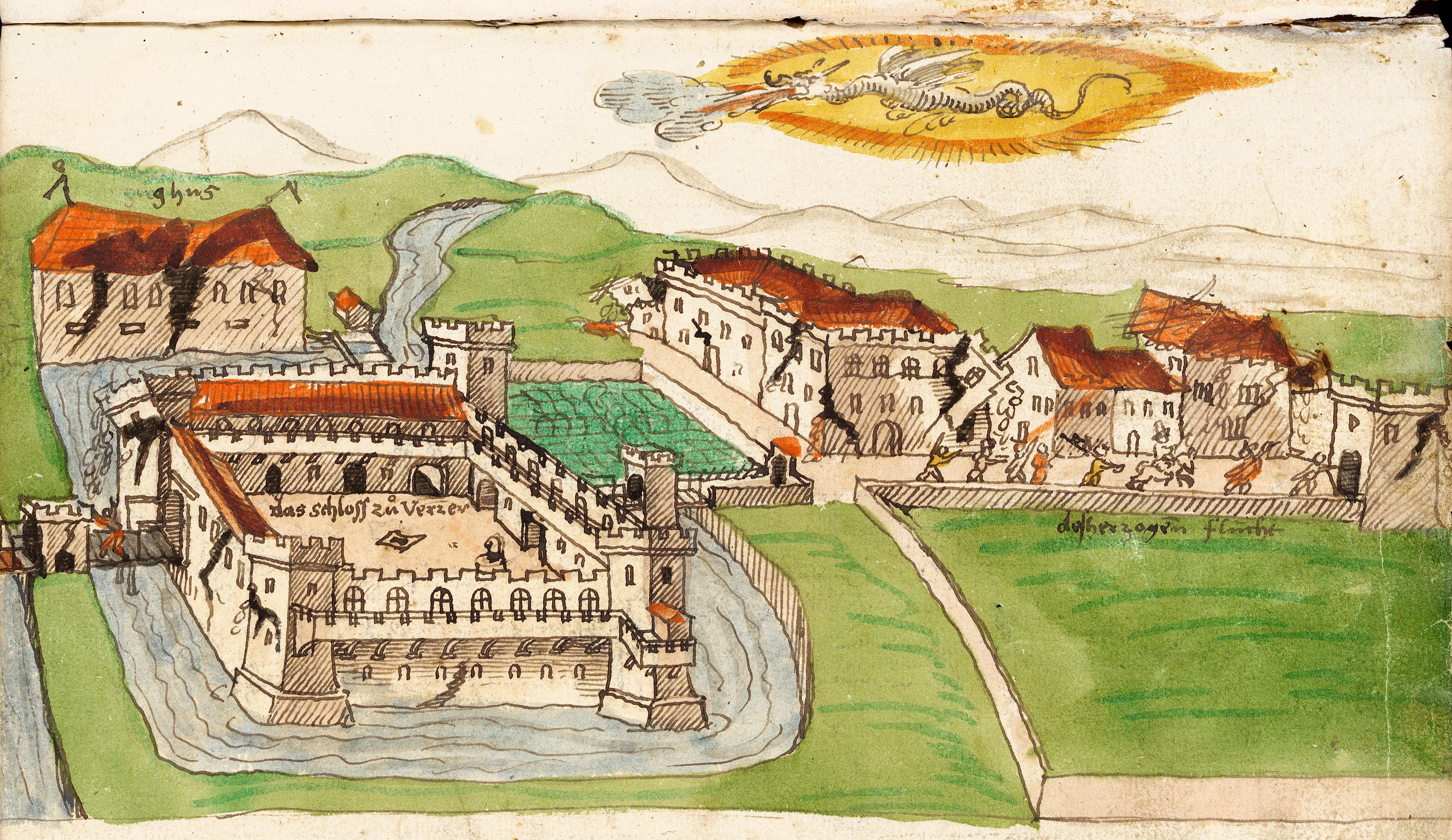
Le rovine di Ferrara e la Grande Cometa del 1577 in un disegno dell'epoca

Alla fine del 1571, Alfonso II fu chiamato a combattere contro la flotta dell'Impero ottomano nella battaglia di Lepanto. Mentre il duca era lontano, il Papa eseguì un'epurazione degli ebrei dallo Stato Pontificio (a cui Ferrara apparteneva) autorizzando due ghetti a Roma e Ancona ma Pio V morì l'anno successivo, e la città non fu particolarmente coinvolta in questa operazione.
Intanto, dopo il terremoto, molti nobili e benestanti lasciarono la città, trasferendosi nelle ville di campagna oppure nelle città vicine.
Quando, nel 1598, Alfonso II morì senza eredi legittimi, la città venne formalmente annessa allo Stato Pontificio. Tale devoluzione, che comprendeva anche il territorio di Comacchio venne contestata da molti contemporanei, tra i quali il candidato diretto alla successione, il duca Cesare d'Este. Gli Este trasferirono la loro capitale a Modena e Ferrara perse il suo status venendo declassata a semplice città di confine dello Stato Pontificio ed iniziando una lenta ed inesorabile decadenza. Privata dei commerci degli ebrei, schiacciata dai costosi debiti di ricostruzione dopo il terremoto e perdendo il suo fiorente circolo culturale divenne un piccolo centro commerciale e agricolo, fino al XIX secolo.

### Danni permanenti
L'architettura della città porta tutt'oggi ancora molti segni del terremoto del 1570. Sono ancora presenti bretelle e aste di ferro poste all'indomani delle scosse per rinforzare le pareti danneggiate, mentre è possibile osservare molte finestre tamponate con pietre e calcestruzzo per migliorare la stabilità delle facciate danneggiate, così come tracce di vecchi sostegni per balconi e portici crollati. Camini, merlature e terrazze decorate che furono danneggiati o distrutti vennero tutti ricostruiti nel decennio successivo con uno stile e materiali modificati.
Le pareti degli edifici storici sono spesso irregolari e non ortogonali. Questo è detto a volte dalla gente del posto per provocare ai visitatori la speciale sensazione ferrarese, un velato senso di vertigini e disorientamento.